# Mistrovství Evropy v basketbalu hráčů do 18 let
Mistrovství Evropy v basketbalu hráčů do 18 let je soutěž juniorských reprezentačních mužstev do 18 let členských zemí FIBA. Od roku 2005 se turnaj pořádá každý rok.

## Přehled pořadatelských zemí a medailistů
| Rok  | Pořádající země | Zlato       | Stříbro    | Bronz      | Umístění ČSSR / Česka |
| ---- | --------------- | ----------- | ---------- | ---------- | --------------------- |
| 1964 | Itálie          | SSSR        | Francie    | Itálie     | 5. místo              |
| 1966 | Itálie          | SSSR        | Jugoslávie | Itálie     | 4. místo              |
| 1968 | Španělsko       | SSSR        | Jugoslávie | Itálie     | 10. místo             |
| 1970 | Řecko           | SSSR        | Řecko      | Itálie     | 8. místo              |
| 1972 | Jugoslávie      | Jugoslávie  | Itálie     | SSSR       | 5. místo              |
| 1974 | Francie         | Jugoslávie  | Španělsko  | Itálie     | 9. místo              |
| 1976 | Španělsko       | Jugoslávie  | SSSR       | Španělsko  | Bez české účasti      |
| 1978 | Itálie          | SSSR        | Španělsko  | Jugoslávie | 7. místo              |
| 1980 | Jugoslávie      | SSSR        | Jugoslávie | Bulharsko  | 8. místo              |
| 1982 | Bulharsko       | SSSR        | Jugoslávie | Bulharsko  | 7. místo              |
| 1984 | Švédsko         | SSSR        | Itálie     | Jugoslávie | 6. místo              |
| 1986 | Rakousko        | Jugoslávie  | SSSR       | Itálie     | 8. místo              |
| 1988 | Jugoslávie      | Jugoslávie  | Itálie     | ČSSR       |                       |
| 1990 | Nizozemsko      | Itálie      | SSSR       | Španělsko  | 11. místo             |
| 1992 | Maďarsko        | Francie     | Itálie     | SNS        | Bez české účasti      |
| 1994 | Izrael          | Litva       | Chorvatsko | Španělsko  | Bez české účasti      |
| 1996 | Francie         | Chorvatsko  | Francie    | Jugoslávie | Bez české účasti      |
| 1998 | Bulharsko       | Španělsko   | Chorvatsko | Řecko      | Bez české účasti      |
| 2000 | Chorvatsko      | Francie     | Chorvatsko | Řecko      | Bez české účasti      |
| 2002 | Německo         | Chorvatsko  | Slovinsko  | Řecko      | Bez české účasti      |
| 2004 | Španělsko       | Španělsko   | Turecko    | Francie    | Bez české účasti      |
| 2005 | Srbsko a ČH     | Srbsko a ČH | Turecko    | Itálie     | Bez české účasti      |
| 2006 | Řecko           | Francie     | Litva      | Španělsko  | Bez české účasti      |
| 2007 | Španělsko       | Srbsko      | Řecko      | Lotyšsko   | Bez české účasti      |
| 2008 | Řecko           | Řecko       | Litva      | Chorvatsko | Bez české účasti      |
| 2009 | Francie         | Srbsko      | Francie    | Turecko    | 16. místo             |
| 2010 | Litva           | Litva       | Rusko      | Lotyšsko   | Bez české účasti      |
| 2011 | Polsko          | Španělsko   | Srbsko     | Turecko    | 15. místo             |
| 2012 | Litva Lotyšsko  | Chorvatsko  | Litva      | Srbsko     | Bez české účasti      |
| 2013 | Lotyšsko        | Turecko     | Chorvatsko | Španělsko  | 12. místo             |
| 2014 | Turecko         | Turecko     | Srbsko     | Chorvatsko | 13. místo             |
| 2015 | Řecko           | Řecko       | Turecko    | Litva      | 16. místo             |
| 2016 | Turecko         |             |            |            |                       |

## Historické pořadí podle medailí
|     | Země                              | Zlato | Stříbro | Bronz | Celkem |
| 1.  | Jugoslávie /Srbsko a ČH / Srbsko* | 8     | 6       | 4     | 18     |
|     | z toho Jugoslávie                 | 5     | 4       | 3     | 12     |
|     | z toho Srbsko a ČH                | 1     | 0       | 0     | 1      |
|     | z toho Srbsko                     | 2     | 2       | 1     | 5      |
| 2.  | SSSR / SNS                        | 8     | 4       | 2     | 14     |
|     | z toho SSSR                       | 8     | 3       | 1     | 12     |
|     | z toho SNS                        | 0     | 0       | 1     | 1      |
|     | z toho Rusko                      | 0     | 1       | 0     | 1      |
| 3.  | Chorvatsko                        | 3     | 4       | 2     | 9      |
| 4.  | Francie                           | 3     | 3       | 1     | 7      |
| 5.  | Španělsko                         | 3     | 2       | 5     | 10     |
| 6.  | Turecko                           | 2     | 3       | 2     | 7      |
| 7.  | Litva                             | 2     | 3       | 1     | 6      |
| 8.  | Řecko                             | 2     | 2       | 3     | 7      |
| 9.  | Itálie                            | 1     | 4       | 7     | 12     |
| 10. | Slovinsko                         | 0     | 1       | 0     | 1      |
| 11. | Bulharsko                         | 0     | 0       | 2     | 2      |
|     | Lotyšsko                          | 0     | 0       | 2     | 2      |
| 12. | ČSSR                              | 0     | 0       | 1     | 1      |

- Srbsko je nástupcem Jugoslávie